# Miguel Ángel Juárez
Pour les articles homonymes, voir Juárez.
 (décembre 2016).
Si vous disposez d'ouvrages ou d'articles de référence ou si vous connaissez des sites web de qualité traitant du thème abordé ici, merci de compléter l'article en donnant les références utiles à sa vérifiabilité et en les liant à la section « Notes et références ».
Miguel Ángel Juárez, né le 2 février 1955 à Rosario en Argentine et mort le 28 mai 2019, est un joueur de football argentin.

## Palmarès
- Meilleur buteur du championnat argentin. 1982 (Nacional)